# Морской крот
Морской крот (лат. Upogebia pusilla) — вид ракообразных подсемейства калианасовые. Вид занесен в Красную книгу Украины, а также Красные книги Республики Крым и Севастополя. Численность постоянно сокращается.

## Распространение
Вид распространён у восточных берегов Атлантического океана от Англии до Португалии, в Средиземном, Адриатическом, Черном и Азовском морях.

## Строение и образ жизни
Размеры тела до 60 мм. Карапакс в передней части заужен и сплющен латерально. Клешни изогнутые, наружный и верхний края покрыты щетинками, неподвижный палец острый. На передней части карапакса крупный шип. Окрас от красно-коричневого до серо-зеленого.
Донное животное. Живут на глубине от 0,5 до 15 м. Роет U-образные норы длиной от 4 до 82 см. От U-образной структуры в глубину часто отходят дополнительные ходы. Также у норы есть расширенные камеры для поворота животного. Питается мелкими донными организмами и детритом. В каждой норе обитает только одно животное. Ночью может оставлять нору в поисках пищи.

## Размножение
Размножение с июля по сентябрь. Для размножения животные покидают норы и выходят в толщу воды. Плодотворность самок от 1500 до 4500 икринок. Личинки пелагические, развиваются с метаморфозом, включающим 4 стадии зоеа и глаукотое.